# Compartiment pour dames

Compartiment pour dames (Ladies Coupé) est un roman d'Anita Nair, publié en 2001.

## Résumé
Akhila est à un tournant de sa vie. À 45 ans, cette femme indienne est hors des normes de la société : elle travaille et ne s'est jamais mariée pour s'occuper de sa famille. Elle s'interroge sur ses choix de vie, sur sa place dans la société en tant que femme, ses rapports avec les hommes. Pour faire le point sur son existence, elle décide de voyager vers le Sud de l'Inde.
Dans le train qui l'emmène, à l'intérieur d'un compartiment pour dames, elle  fait la connaissance de plusieurs femmes qui seront ses compagnes de voyage pour la nuit. À travers leurs confidences, Akhila trouvera des réponses à ses questions et pourra devenir maîtresse de son destin.